# Stati per popolazione (1800)
| Demografia storica                | Demografia storica | Demografia storica |
| --------------------------------- | ------------------ | ------------------ |
| Altar Domitius Ahenobarbus Louvre |                    |                    |
| Articoli                          |                    |                    |
| Storia demografica                |                    |                    |
| Demografia storica                |                    |                    |
| Stime della popolazione mondiale  |                    |                    |
| List of Countries by Population   |                    |                    |
| 1700                              | 1800               | 1900               |

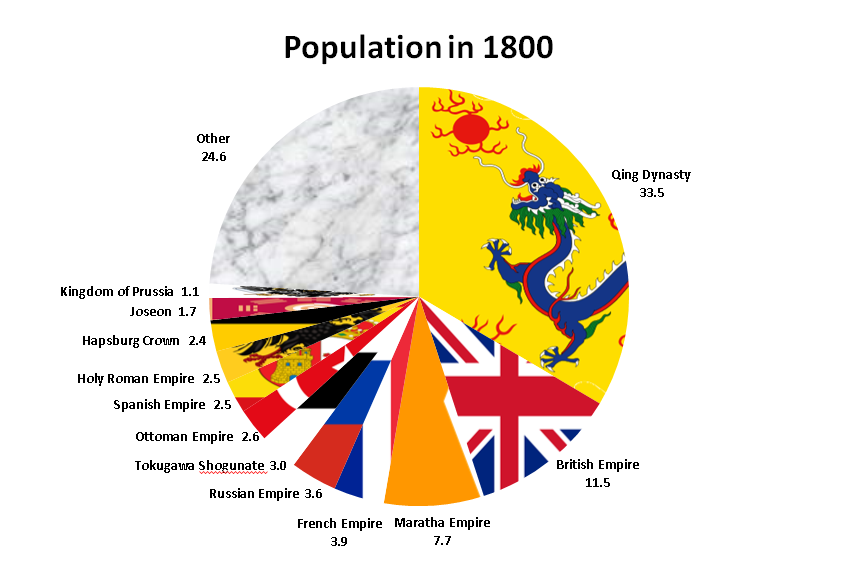

Questa è una lista di stati ordinati per popolazione nel 1800.

## Lista
| Posizione | Paese / Territorio | Popolazione stimata nel 1800 | Percentuale in rapporto alla popolazione mondiale |
| -         | Mondo | 978 000                      | 100,00%                                           |
| --------- | --- | ---------------------------- | ------------------------------------------------- |
| 1         | Cina suddivisioni - Taiwan - 2.000.000 - Mongolia 180.000 - Ryūkyū 155.650 - Hong Kong 20.000 | 295.273.300                  | 30,20%                                            |
| 2         | Impero britannico suddivisioni Regno d'Inghilterra 8.200.000 | 115.681.401                  | 11,80%                                            |
| 3         | Repubblica francese | 44.596.000                   | 4,60%                                             |
| 4         | Impero russo | 35.005.000                   | 3,60%                                             |
| 5         | Shogunato Tokugawa | 29.000.000                   | 3,00%                                             |
| 6         | Impero ottomano | 26.000.000                   | 2,70%                                             |
| 7         | Impero spagnolo suddivisioni - Regno di Spagna - 10.541.000 - Nuova Spagna 5.945.000 costituenti - Nuova Granada 2.300.000 - Río de la Plata 2.082.000 - Capitaneria Generale delle Filippine 1.800.000 - Perù 1.400.000 - Cile 800.000 - Guatemala 425.000 - Cuba 300.000 - Porto Rico 136.000 - Louisiana 44,116 | 24.710.115                   | 2,50%                                             |
| 8         | Sacro Romano Impero | 24.000.000                   | 2,50%                                             |
| 9         | Austria | 23.145.000                   | 2,40%                                             |
| 10        | Joseon | 16.500.000                   | 1,70%                                             |
| 11        | Regno di Prussia suddivisioni - Marca di Brandeburgo - 1.500.000 | 9.700.000                    | 1,00%                                             |
| 12        | Impero portoghese | 9.270.000                    | 0,90%                                             |
| 13        | Dinastia Tây Sơn | 7.291.000                    | 0,70%                                             |
| 14        | Regni borbonici di Napoli e di Sicilia suddivisioni - Regno di Napoli 5.000.000 - Regno di Sicilia 1.700.000 | 6.700.000                    | 0,70%                                             |
| 15        | Persia | 6.000.000                    | 0,60%                                             |
| 16        | Stati Uniti d'America | 5.308.500                    | 0,50%                                             |
| 17        | Burma | 4.200.000                    | 0,40%                                             |
| 18        | Marocco | 2.600.000                    | 0,30%                                             |
| 19        | Svezia | 2.347.000                    | 0,20%                                             |
| 20        | Stato Pontificio | 2.300.000                    | 0,20%                                             |
| 21        | Danimarca-Norvegia | 2.200.000                    | 0,20%                                             |
| 22        | Emirato di Dirʿiyya suddivisioni - Stati della Tregua - 41.000 | 2.132.000                    | 0,20%                                             |
| 23        | Cambogia | 2.090.000                    | 0,20%                                             |
| 24        | Impero Sikh | 1.500.000                    | 0,15%                                             |
| 25        | Granducato di Toscana | 1.200.000                    | 0,12%                                             |
| 26        | Regno di Sardegna | 450.000                      | 0,046%                                            |
| 27        | Ducato di Parma e Piacenza | 400.000                      | 0,041%                                            |
| 28        | Oman suddivisioni - Oman - 300.000 - Bahrain 63.000 | 363.000                      | 0,037%                                            |
| 29        | Repubblica di Lucca | 120.000                      | 0,012%                                            |
| 30        | Qatar | 14.000                       | 0,0014%                                           |